# Grégoire Bonnet
Pour les articles homonymes, voir Bonnet.
Grégoire Bonnet est un acteur français, né le 12 avril 1966 à Suresnes (Hauts-de-Seine).

## Biographie
Après avoir suivi des études de théâtre, Grégoire Bonnet travaille notamment sous la direction de Pierre-François Martin-Laval, Zabou Breitman ou Emmanuel Bourdieu au cinéma.
À la télévision, on a pu le voir dans la série Platane et dans Yann Piat, chronique d'un assassinat. Au cinéma, il a notamment tourné dans No et moi, À bout portant et Les Profs ; à la télévision, dans Famille d’accueil (saison 7, épisode 8).
Il joue un client indécis dans une publicité pour Volkswagen. Ne sachant pas quelle voiture choisir, il utilise des mots-valises (« Tourolf » pour Touran et Golf, « Golfinelle » ou encore « blouge » pour bleu et rouge). Un clin d’œil sera fait à cette pub dans un gag de Scènes de ménages.
Il fait partie depuis août 2015 du programme court de M6 Scènes de ménages en incarnant « Philippe », un pharmacien d'âge mûr aux côtés d'Amélie Etasse dans le nouveau couple de la saison 7. Et le docteur Proust, dans Nina, sur France 2.

## Filmographie

### Cinéma
- 1997 : Le Déménagement d'Olivier Doran : Martin
- 2008 : Intrusions d'Emmanuel Bourdieu : Le maître d'hôtel
- 2008 : Sans arme, ni haine, ni violence de Jean-Paul Rouve : Policier
- 2008 : Coluche : L'Histoire d'un mec d'Antoine de Caunes : Journaliste
- 2009 : La Première Étoile de Lucien Jean-Baptiste : Barman
- 2009 : King Guillaume de Pierre-François Martin-Laval : Le voisin
- 2009 : Banlieue 13 - Ultimatum de Patrick Alessandrin : Policier
- 2010 : No et moi de Zabou Breitman : M. Vargas, le professeur de Français
- 2010 : À bout portant de Fred Cavayé : Jaffart, chef DPJ
- 2011 : Hollywoo de Frédéric Berthe : Cédric
- 2012 : Dépression et des potes d'Arnaud Lemort : Le directeur de l'agence de publicité
- 2013 : Les Gamins d'Anthony Marciano : Patron Thomas
- 2013 : Prêt à tout de Nicolas Cuche : Le banquier
- 2013 : Les Profs de Pierre-François Martin-Laval : Régis Migou, conseiller principal d'éducation
- 2014 : À toute épreuve d'Antoine Blossier : Le père de Maeva
- 2014 : Brèves de comptoir de Jean-Michel Ribes : Le contremaître
- 2014 : Papa was not a rolling stone de Sylvie Ohayon : Monsieur Fourrat
- 2014 : L'Enquête de Vincent Garenq : Laurent Beccaria, éditeur
- 2015 : L'Échappée belle d'Émilie Cherpitel : Le psychiatre
- 2015 : Vicky de Denis Imbert : Michel
- 2015 : Je compte sur vous de Pascal Elbé : Le voisin
- 2015 : Le Nouveau de Rudi Rosenberg : Le professeur
- 2016 : Le Petit Locataire de Nadège Loiseau : Docteur Gentil
- 2016 : Bastille Day de James Watkins : Paul Le Blanc
- 2017 : Il a déjà tes yeux de Lucien Jean-Baptiste : Baptiste Mallet
- 2017 : Le Sens de la fête d'Éric Toledano et Olivier Nakache : Valéry Leprade
- 2019 : Toute ressemblance de Michel Denisot : Jean-Charles Balin
- 2020 : Divorce Club de Michaël Youn : Didier
- 2021 : Le Bal des folles de Mélanie Laurent : Jean-Martin Charcot
- 2021 : Arthur Rambo de Laurent Cantet : Loïc
- 2022 : Incroyable mais vrai de Quentin Dupieux : Docteur Urgent
- 2023 : Un homme heureux  de Tristan Séguéla : Gérald
- 2023 : Les Petites Victoires de Mélanie Auffret : l'inspecteur d'académie
- 2023 : Notre tout petit petit mariage de Frédéric Quiring : Charles
- 2024 : Opération Portugal 2 : La Vie de château de Frank Cimière  : Comte de Neuville
- 2024 : On fait quoi maintenant ? de Lucien Jean-Baptiste : le formateur du BAFA

### Courts métrages
- 1996 : Le Souffleur, de Bruno Sauvard, Michaël Viger
- 2005 : Le Passeur d'Olduvaï, de Yann Philippe
- 2008 : Duty Calls de Sébastien Cirade[3]
- 2009 : Karma Battle de Olivier Chapelle et Éric Capitaine[3]
- 2009 : À la lune montante de Annarita Zambrano[3]
- 2010 : Jeux de mains de Myriam Moraly[3]
- 2011 : Vincent et Rebeca de Céline Savoldelli[3]
- 2011 : Ernest (45) de Céline Savoldelli[3]
- 2012 : Ma mère, cette étrangère de Sahra Daugreilh[3]
- 2016 : Happy New Year de Nathalie Marchak

### Télévision
- 2002 : Napoléon d'Yves Simoneau : Louis
- 2003 : PJ, épisode Délice de Chine : Roche
- 2006 : PJ, épisode Parole malheureuse : François Kaplan
- 2006 : Une femme d'honneur, épisode Ultime thérapie : Olivier Montfort
- 2006 : Section de recherches, saison 2 épisode 8 : Grandin, un voyou [4]
- 2007 : Les Liens du sang de Régis Musset : Etienne Debrécourt
- 2008 : Groupe flag, épisode Accusé de réception : Le juge
- 2008 : Femmes de loi, épisode La reine de cœur : Maître Baron-Pontet
- 2008 : Julie Lescaut, épisode Julie à Paris d'Éric Summer : Michel
- 2008 : Commissaire Valence, épisode Témoin en danger : François Courtille
- 2008 : Famille d'accueil, épisode Terre d'accueil : Officier Paf
- 2008 : Paris, enquêtes criminelles, épisode Visions : Professeur Ferran
- 2009 : Avocats et Associés, épisode Faux et usage de faux : Charles Pons
- 2009 : Les Bleus : Premiers pas dans la police, épisode Nouveau départ : Le juge
- 2009 : Aïcha de Yamina Benguigui : Représentant PPR
- 2009 : Comprendre et pardonner, épisode La Découverte de Delphine Lemoine : Simon Duval
- 2009 : Avocats et Associés, épisode Au bout de l'horreur : Julien Bouffart
- 2009 : RIS police scientifique, épisode People : Christophe Lamy
- 2009 - 2014 : Clem (série) de Joyce Buñuel : M. Dumas, le patron de Caroline du magasin d'optique
- 2011 : Yann Piat, chronique d'un assassinat d'Antoine de Caunes : Jérôme Démarquais
- 2011 :  Au bonheur des dames, l’invention du Grand Magasin (documentaire) de Sally Aitken et Christine Le Goff : Aristide Boucicaut
- 2011 : Platane d'Éric Judor : Daniel
- 2011 : Hard (saison 2 et 3) de Cathy Verney : Georges
- 2012 : Éléonore l'intrépide d'Ivan Calbérac : Louis XIV
- 2012 : Enquêtes réservées, épisode Cœur de cible : Gilles Pasquier
- 2013 : Alias Caracalla d'Alain Tasma : Charles Cordier
- 2015-2021 : Nina, série de Nicolas Picard-Dreyfuss : Dr. Samuel Proust
- 2015 : Le Bureau des légendes (saison 1) d'Éric Rochant : Magon
- 2015 : Mystère à la Tour Eiffel de Léa Fazer : Séraphin Roussin
- Depuis 2015 : Scènes de ménages (série) : Philippe
- 2018 : Cassandre, épisode Fausse note : Triberg
- 2020 : Le Mensonge de Vincent Garenq : Maître Lancel
- 2021-2023 : Le Code : avocat général Jacques Kowalski
- 2022 : Meurtres à Amiens de Vincent Trisolini : Louis Monet
- 2023 : Tout pour Agnès de Vincent Garenq : Maître Gilbert
- 2024 : Face à face, épisode Mala Vida (S2E4), de Jean-Christophe Delpias : François Sigler
- 2024 : La Fièvre de Ziad Doueiri : Nicolas Barnet
- 2024 : Après la nuit d'Indra Siera : major Olivier Laurent
- 2025 : La Manière forte de Vincent Primault : Thierry Chevalier
- 2025 : Capitaine Marleau, épisode La Septième Danse de Josée Dayan : Alexandre Rémonville

## Théâtre
- 1991 : Dommage qu'elle soit une putain d’après John Ford, adaptation et mise en scène de Thomas Le Douarec, au Cirque d'Hiver à Paris, Festival d’Avignon off 1991, Le Palace, Théâtre Le Trianon
- 1991 : Les Joueurs[5] de Nicolas Gogol, mise en scène Éric Berger, création Centre Mathis
- 1992 : L'Île des esclaves de Marivaux, mise en scène Jacques Osinski, au Centre culturel de Sucy-en-Brie
- 1992 : Sur le dos d'un éléphant mise en scène Thomas Le Douarec, création Centre Mathis, reprise aux Blancs Manteaux
- 1993 : Les Sorcières de Salem d’Arthur Miller, adaptation Marcel Aymé, mise en scène Thomas Le Douarec, création Centre Mathis, reprises au Théâtre Le Trianon, Théâtre Hébertot, Théâtre Mouffetard, Théâtre du Ranelagh
- 1994 : Rimbe et Lelian de Ariane Walter, mise en scène Walter Hotton
- 1994 : Le messager de l'Extrême Orient de Ariane Walter, mise en scène Walter Hotton
- 1995 : Le Dindon de Georges Feydeau, adaptation et mise en scène de Thomas Le Douarec, au Théâtre du Ranelagh et au Théâtre La Bruyère
- 1996 : Les Caprices de Marianne de Alfred de Musset, mise en scène Jean-Paul Rouve, au Théâtre Paris Plaine
- 1997 : Soupirs à Venise de Ariane Walter, mise en scène Walter Hotton
- 1998 : Le Cid de Corneille, mise en scène Thomas Le Douarec, au Théâtre de la Madeleine
- 1998 : Football et autres réflexions de Christian Rullier, mise en scène Thomas Le Douarec, au Théâtre Rive Gauche
- 2000 : Vol au-dessus d'un nid de coucou de Dale Wasserman, adaptation Robert Cordier, mise en scène Thomas Le Douarec, au Théâtre de Paris
- 2000 : Ladies night d'Antony Mc Carten, Stephen Sinclair, Jacques Collard, mise en scène Jean-Pierre Dravel et Olivier Macé, en tournée
- 2002-2003 : Monty Python's Flying Circus adaptation et mise en scène de Thomas Le Douarec, au Palais des Glaces, reprise au Petit Théâtre de Paris, Théâtre du Chêne Noir, tournée, au Festival d’Avignon off 2004 et à Londres
- 2004 : Décalage lombaire de John Graham, mise en scène Jean-Pierre Dravel, à la Comédie de Paris
- 2006 : Sex-Shop de Michèle Bourdet et Audrey Dana, mise en scène Thomas Le Douarec, au Festival d'Avignon off 2006
- 2006 : Andromaque de Racine, mise en scène Thomas Le Douarec, au Festival d'Avignon off 2006
- 2006 : La main passe de Georges Feydeau, mise en scène Mitch Hooper, en tournée
- 2007 : Thérapie 4 étoiles mise en scène Manon Rony, au Café de la Gare
- 2007 : Des soucis et des potes de Vincent Faraggi, mise en scène Thomas Le Douarec, au Théâtre Trévise
- 2008 : Le Dindon de Georges Feydeau, mise en scène Thomas Le Douarec, à La Nouvelle Ève[6]
- 2008 : Oscar de Claude Magnier, mise en scène Philippe Hersen, au théâtre de Paris
- 2009 : Andromaque de Jean Racine, mise en scène Thomas Le Douarec
- 2010 : Spamalot adaptation et mise en scène de Pierre-François Martin-Laval, au théâtre Comedia
- 2010 : Stand-Up de Gérald Sibleyras, mise en scène de Jean-Luc Moreau, au théâtre Tristan-Bernard
- 2011 : Les hommes préfèrent mentir, de Eric Assous, mise en scène de Jean-Luc Moreau, en tournée
- 2011 : Kramer contre Kramer d'Avery Corman, mise en scène de Didier Caron et Stéphane Boutet, en tournée
- 2012 : Plein la vue, de Jean Franco et Guillaume Mélanie, mise en scène de Jean-Luc Moreau, au théâtre de la Michodière
- 2012 : Volpone de Ben Jonson, mise en scène Nicolas Briançon, au théâtre de la Madeleine
- 2013 : Une heure de tranquillité de  Florian Zeller, mise en scène Ladislas Chollat, Théâtre Antoine
- 2013 : L'Origine du Monde de Sébastien Thiéry, mise en scène Jean-Michel Ribes, au théâtre du Rond-Point
- 2014 : Le Dîner de cons de Francis Veber, mise en scène Agnès Boury, Théâtre de la Michodière
- 2015 : Un avenir radieux de Gérald Sibleyras, mise en scène José Paul, Théâtre de Paris
- 2016 : L'Invité de David Pharao, mise en scène Jean-Luc Moreau, Théâtre Montparnasse
- 2016 : Peau de Vache de Pierre Barillet et Jean-Pierre Gredy, mise en scène Michel Fau, Théâtre Antoine
- 2024 : La Porte à côté de Fabrice Roger-Lacan, mise en scène Barbara Chanut, théâtre Saint-Georges